# Teresa Margareta Redi

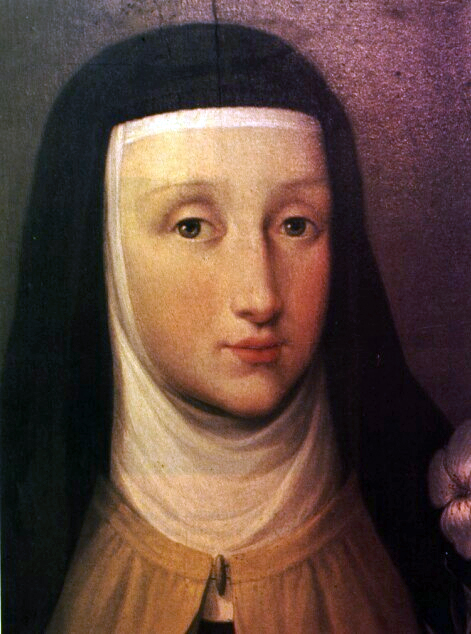
Teresa Margareta vom Heiligsten Herzen Jesu

Teresa Margareta vom Heiligsten Herzen Jesu, gebürtig Anna Maria Redi, (* 15. Juli 1747 in Arezzo, Toskana; † 7. März 1770 in Florenz) war Nonne im Orden der Unbeschuhten Karmelitinnen. Sie wird in der katholischen Kirche als Heilige verehrt.

## Leben
Anna Maria Redi stammte aus einer adligen Familie und wurde von den Benediktinerinnen in Florenz erzogen. Schon sehr jung hatte sie mystische Erfahrungen und spürte die Berufung für den Karmel. Am 1. September 1764 trat sie als Postulantin in den Karmel von Florenz ein und nahm zur Einkleidung am 11. März 1765 den Ordensnamen Teresa Margareta vom Heiligsten Herzen Jesu an. Dabei wurde sie von vielen Bekannten und so gut wie den gesamten Adel der Stadt zur Klosterpforte begleitet. Ihre Profess legte sie am 12. März 1766 ab. Am 6. März 1770 brach ein inneres Geschwür auf und Sr. Teresa Margareta starb am darauffolgenden Tag. Ihr unversehrter Körper ist im Chor des Karmels von Florenz beigesetzt.
Teresa Margareta Redi wurde am 9. Juni 1929 selig- und am 19. März 1934 durch Papst Pius XI. heiliggesprochen. Ihr Gedenktag ist der 7. März, im Eigenkalender des teresianischen Karmels am 1. September. Ihr Ordensname wird im Deutschen unterschiedlich wiedergegeben: Theresia Margarita., Teresa Margareta oder Teresia Margareta. Entgegen der Gewohnheit bei Ordensleuten wird bei ihr oft der Nachname hinzugefügt.